# Janville (Calvados)

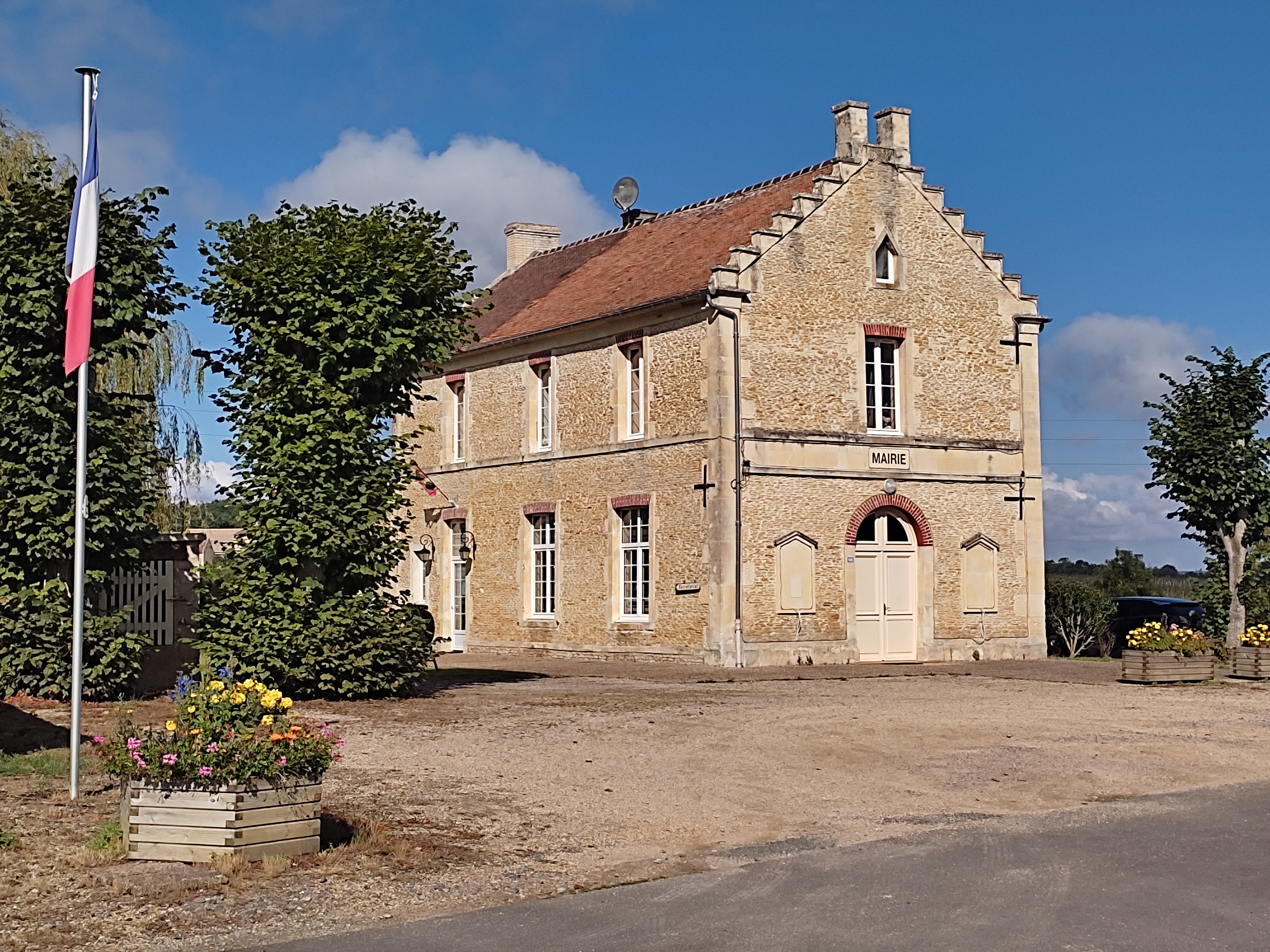
Rathaus von Janville (Calvados)

Janville ist eine französische Gemeinde mit 385 Einwohnern (Stand: 1. Januar 2022) im Département Calvados in der Region Normandie. Sie gehört zum Arrondissement Caen und zum Kanton Troarn. Die Einwohner werden als Janvillais bezeichnet.

## Geografie
Janville liegt rund 16 Kilometer östlich von Caen. An der östlichen Gemeindegrenze verläuft das Flüsschen Muance. Umgeben wird die Gemeinde von Saint-Samson im Norden, Saint-Pierre-du-Jonquet im Nordosten, Osten wie auch Südosten, Argences im Süden, Vimont im Südwesten, Saint-Pair im Westen sowie Troarn in nordwestlicher Richtung.

## Bevölkerungsentwicklung
| Jahr                             | 1793 | 1841 | 1876 | 1926 | 1946 | 1968 | 1990 | 2016 |
| Einwohner                        | 240  | 285  | 220  | 124  | 135  | 126  | 415  | 363  |
| Quelle: Cassini, EHESS und INSEE |      |      |      |      |      |      |      |      |

## Sehenswürdigkeiten
- Kirche Notre-Dame aus dem 18. Jahrhundert
- Schloss aus dem 19. Jahrhundert